# StEG II 203"–204"
A StEG II 203"–204" egy szertartályosgőzmozdony-sorozat volt az  Osztrák–Magyar Államvasút-Társaságnál (Staats-Eisenbahn-Gesellschaft, StEG) - amely egy osztrák-magyar magántársaság volt - , mely mozdonyok az államosítás során kerültek a kkStB birtokába.
Ezt a két db kétcsatlós szertartályos mozdonyt 1884-ben szállította az erfurti Christian Hagans Gépgyár. Ezek belsőkeretes, külső vezérlésű mozdonyok voltak.  Eredetileg a Klein Schwechat–Mannersdorf HÉV vonalain üzemeltek, és onnan kerültek a StEG-hez amikor az a vonalat megvásárolta, ahol a 203-204 pályaszámokat kapták másodjára kiosztva, mivel a számokat előzőleg viselő Délkeleti Államvasút (Südöstlichen Staatsbahn) SöStB Gyula-Monostor mozdonyokat időközben selejtezték.
A StEG 1909-es államosításakor a mozdonyokat a kkStB a kkStB 283 sorozatba osztotta 01 és 02 pályaszámokon, és nemsokára selejtezte is.

## Fordítás
Ez a szócikk részben vagy egészben  a   kkStB 283 című német Wikipédia-szócikk fordításán alapul.  Az eredeti cikk szerkesztőit annak laptörténete sorolja fel. Ez a jelzés csupán a megfogalmazás eredetét és a szerzői jogokat jelzi, nem szolgál a cikkben szereplő információk forrásmegjelöléseként.